# Ivaylo Petkov
Pour les articles homonymes, voir Petkov.
Ivaylo Petkov est un footballeur bulgare né le 24 mars 1976 à Pleven.

## Sélections
- 64 sélections et 3 buts avec la Bulgarie de 1996 à 2006.